# Albin Haller
Albin Haller (Fellering, 7 marzo 1849 – Parigi, 29 aprile 1925) è stato un chimico francese.

## La giovinezza e gli studi
Nato a Fellering, piccolo villaggio dei Vosgi in Alsazia, era il primo degli undici figli della sarta Madeleine Hoffmann e del falegname Antoine Heller. Di famiglia modesta, dopo aver frequentato le scuole elementari del paese e le medie nella vicina Husseren-Wesserling, lavorò per un paio d'anni nella falegnameria paterna prima di entrare nel laboratorio farmaceutico Moehrlin di Wesserling. Il titolare ne fu così ben impressionato che decise di fargli proseguire gli studi raccomandandolo a un amico e collega di Munster, Achille Gault. Grazie alle sue lezioni e poi a quelle del fratello Léon Gault (pure farmacista, a Colmar), nel maggio 1870 Haller conseguì la maturità scientifica (bachelier ès sciences) a Strasburgo.
Pochi mesi dopo (luglio 1870), lo scoppio della guerra franco-prussiana lo vide arruolato come infermiere all'ospedale di Lione e, in seguito all'annessione tedesca dell'Alsazia-Lorena, nel settembre 1871 riparò a Nancy dove ritrovò il suo «bon génie» Achille Gault, lì trasferitosi con la sua farmacia. A Nancy era stata ricreata anche la Scuola superiore di farmacia di Strasburgo, che Haller frequentò mentre lavorava nel laboratorio di Gault ottenendo il diploma di farmacista (luglio 1873), la medaglia d'oro della scuola (novembre 1873) e l'abilitazione a insegnare (luglio 1875). Il 20 marzo 1879, infine, conseguì il dottorato alla Sorbona discutendo una tesi sulla canfora e i suoi derivati.

## La carriera

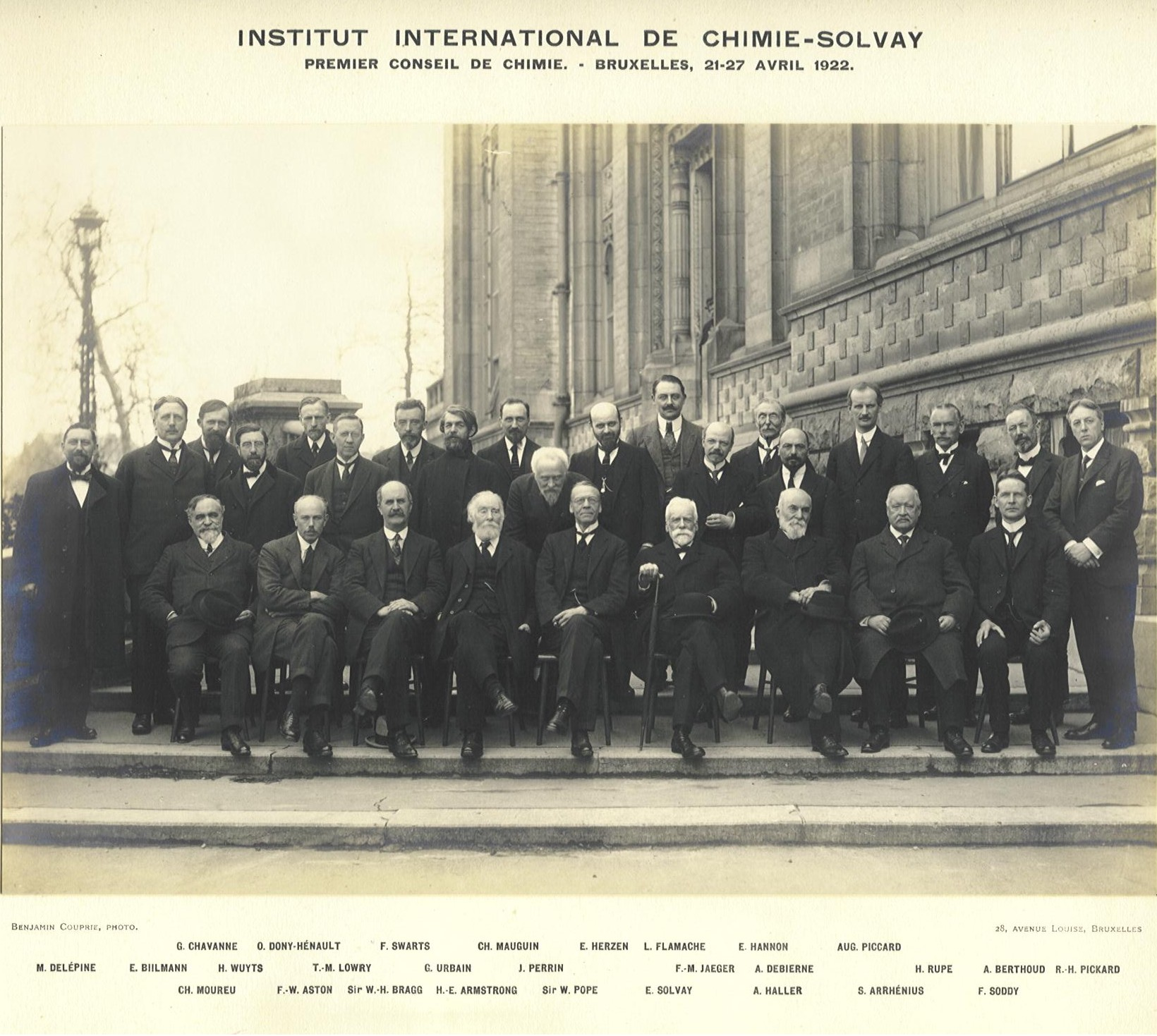
Il primo congresso Solvay dedicato alla chimica (Bruxelles, 21-27 aprile 1922):
Albin Haller è seduto in prima fila, accanto allo stesso Ernest Solvay (terzo e quarto da destra).

Se lunga e travagliata era stata la preparazione scolastica, al contrario la carriera accademica, accompagnata dalla pubblicazione dei primi lavori, fu rapida e di successo e vide il suo progressivo distacco dall'ambito farmaceutico a favore di quello chimico. Professore aggregato di chimica analitica (1877-1882) e di farmacia chimica (1882-1884) alla Scuola superiore di farmacia di Nancy, dal 1885 al 1889 divenne professore di chimica alla Facoltà universitaria di scienze. Qui fondò e fu il primo direttore dell'Istituto chimico di Nancy, creato con lo scopo di formare gli ingegneri di cui necessitava l'industria chimica francese, allora in rapida espansione produttiva e tuttavia penalizzata dalla carenza di tecnici specializzati.
La nomina alla cattedra di chimica organica della Sorbona di Parigi (1889-1905), dove subentrò al defunto Charles Friedel, l'elezione fra i membri dell'Accademia nazionale di medicina (1891), l'assegnazione del prix Jecker (1898), l'ingresso nell'Académie des sciences (1900) e nella Società di farmacia (1903), nonché la presidenza della Société chimique de France (1904) lo consacrarono come il più brillante chimico analitico francese dell'epoca (venne anche proposto più volte per l'assegnazione del premio Nobel). Diresse infine l'École supérieure de physique et de chimie industrielles de la ville de Paris (1905-1925), riorganizzandone l'impostazione degli studi e introducendo i nuovi corsi di chimica fisica e di meccanica applicata; collaborò anche alla costituzione dell'Istituto di chimica della Facoltà di scienze parigina. Nel 1909 entrò a far parte dell'Accademia d'agricoltura (ne sarà presidente nel 1918).
Nel 1910, rieletto presidente della Société chimique de France, propugnò presso i colleghi inglese William Ramsay e tedesco Wilhelm Ostwald la creazione di un'associazione chimica internazionale che si occupasse soprattutto di stabilire regole internazionali di nomenclatura, di definire gli standard e di armonizzare la pubblicazione dei saggi scientifici e dei loro estratti: l'AISC (Associazione Internazionale delle Società Chimiche) venne istituita il 26 aprile 1911 e Haller ne divenne presidente nel 1914 (dopo la prima guerra mondiale, nel 1919, l'associazione si trasformerà nella IUPAC).
Nel 1917 vinse la Medaglia Davy e nel 1923 divenne presidente dell'Académie des sciences.

## Pubblicazioni
- L'industrie chimique, Parigi, Baillière, 1895.
- Les industries chimiques et pharmaceutiques, in 2 volumi, Parigi, Gauthier-Villars, 1903.

Sotto la sua direzione:
- Memento du chimiste (ancien agenda du chimiste). Recueil de tables et de documents divers indispensables aux laboratoires officiels et industriels, Parigi, Dunod e Pinat, 1907.
- Les actualités de chimie contemporaine, in 3 volumi, Parigi, Octave Doin, 1922-1925.